# Malaconotus gladiator
Malaconotus gladiator là một loài chim trong họ Malaconotidae.